# Cuatro Palos, Veracruz
Cuatro Palos är en ort i Mexiko.   Den ligger i kommunen Huayacocotla och delstaten Veracruz, i den sydöstra delen av landet, 130 km nordost om huvudstaden Mexico City. Cuatro Palos ligger 2 493 meter över havet och antalet invånare är 121.
Terrängen runt Cuatro Palos är kuperad åt sydväst, men åt nordost är den bergig. Runt Cuatro Palos är det ganska glesbefolkat, med 43 invånare per kvadratkilometer. Närmaste större samhälle är Carbonero Jacales, 2,2 km sydost om Cuatro Palos. I omgivningarna runt Cuatro Palos växer huvudsakligen savannskog.